# Kąpieluszki

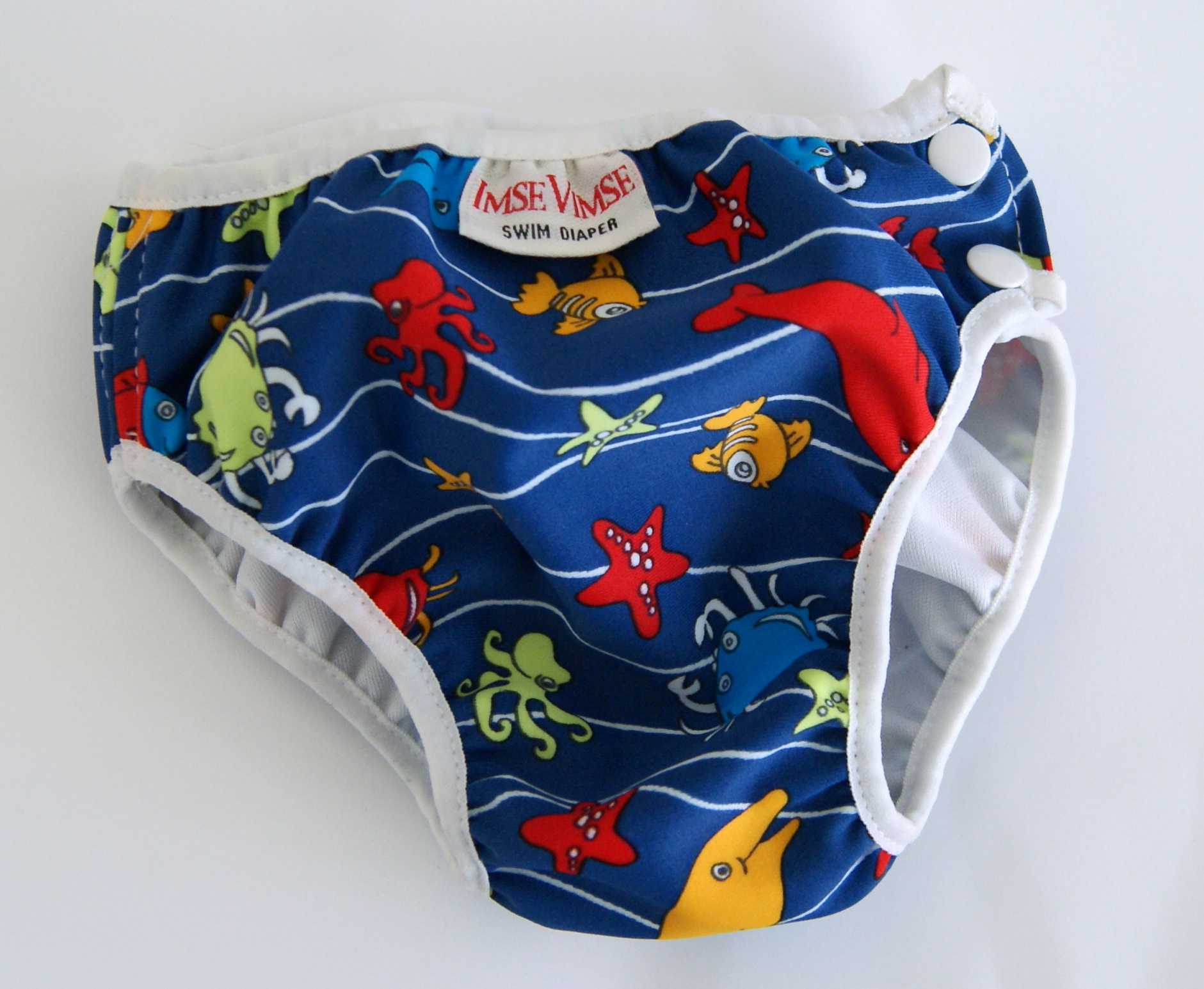
Kąpieluszka wielorazowa

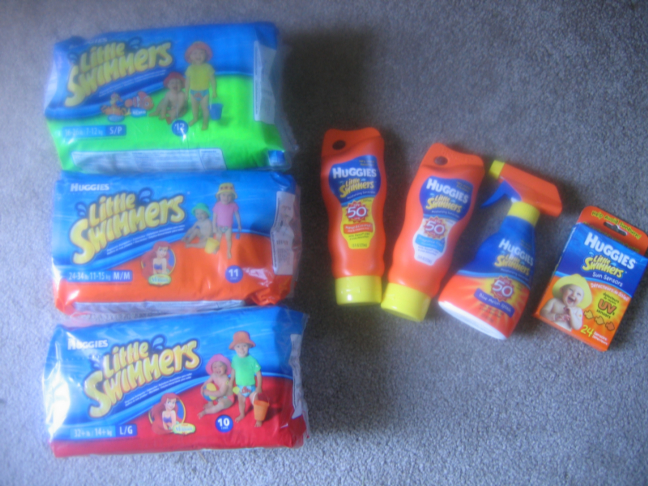
Opakowania jednorazowych kąpieluszek i kosmetyków do kąpieli

Kąpieluszka, pielucha basenowa – rodzaj specjalnej pieluszki dla niemowląt i małych dzieci. Służy ona do wstępnej nauki pływania i zabaw na pływalni związanych z oswojeniem dziecka z wodą. Kąpieluszki są wyposażone w specjalny wkład chłonny, który nie pęcznieje w wodzie a także zapobiegają przedostawaniu się moczu dziecka do wody w basenie. Podobnie jak w przypadku zwykłych pieluszek, produkowane są kąpieluszki zarówno jednorazowego, jak i wielorazowego użytku.